# MyRight
MyRight - Empowers people with disabilities är sedan 1982 den svenska funktionshinderrörelsens organisation för internationellt utvecklingssamarbete. MyRights arbete utgår från FN:s konvention om rättigheter för personer med funktionsnedsättning, som innebär ett krav på att de mänskliga rättigheterna ska omfatta alla oavsett förutsättningar och vilket land vi lever i.
MyRight har 22 medlemsorganisationer (2019) och driver projekt och program i 10 länder på 4 kontinenter.
Före 2012 var namnet Svenska handikapporganisationers internationella utvecklingssamarbete (engelska: Shia – Solidarity, Human Rights, Inclusion, Accessibility) 

## Verksamhet
Organisationen bildades 1981 i Sverige under FN:s internationella funktionshinderår och har sedan dess arbetat utifrån partnerskap och erfarenhetsutbyte mellan svenska funktionshinderorganisationer och deras motsvarigheter i MyRights samarbetsländer som en bärande metod för utveckling. Målsättningen är att stödet ska ge samarbetsorganisationerna ökad legitimitet, mandat och kapacitet att föra sina medlemmars talan.
Alla MyRights projekt ägs av en eller flera partnerorganisationer i samarbetsländerna och en medlemsorganisation i Sverige. Partnerorganisationerna och medlemsorganisationerna är alla funktionshinderorganisationer. MyRights medlemsorganisationer har direktkontakt med sina respektive partnerorganisationer och deltar i planeringen och uppföljningen av projekten.
Den dagliga verksamheten drivs från kansliet i Liljeholmen utanför Stockholm och leds av generalsekreteraren. MyRights kansli och kontor administrerar förutom projekten också större program som rör hela länder eller regioner. Utöver huvudkontoret har MyRight sju landkontor i Bosnien-Hercegovina, Nepal, Sri Lanka, Rwanda, Tanzania, Nicaragua och Bolivia.
MyRight har 22 medlemsorganisationer vilkas gemensamma medlemsbas uppgår till 266 000 medlemmar. Projekten drivs antingen av riksorganisationerna eller av organisationernas lokalföreningar.

## MyRights mål
MyRights vision är en värld där alla personer med funktionsnedsättning åtnjuter lika rättigheter och möjligheter till ett värdigt liv fritt från fattigdom i inkluderande samhällen.
MyRights uppdrag är att stärka funktionshinderorganisationer så att personer med funktionsnedsättning får makt över sina egna liv. Det gör vi genom att främja inkludering och deltagande genom erfarenhetsutbyte mellan våra medlemsorganisationer och dess samarbetsorganisationer i våra verksamhetsländer.
MyRight arbetar med FN:s globala hållbarhetsmål i Agenda 2030 som har ett särskilt fokus på att först nå de allra mest utsatta och marginaliserade människorna. Jämlikhet, lika möjlighet till resurser och utveckling, kan bara bli möjligt om personer med funktionsnedsättning inkluderas.